# 安娜·纳雷尔
安娜·纳雷尔（波蘭語：Anna Narel，1989年—），波蘭女子羽毛球運動員。

## 簡歷
2014年6月，安娜·纳雷尔出戰立陶宛國際賽，贏得女子單打冠軍。同年8月，她又在斯洛伐克公開賽贏得女單冠軍。

## 主要比賽成績
只列出曾進入準決賽的國際賽事成績：
| 年份   | 賽事                 | 公開賽級別 | 項目     | 拍檔 | 成績   |
| ------ | -------------------- | ---------- | -------- | ---- | ------ |
| 2009年 | 葡萄牙羽毛球國際賽   | 國際系列賽 | 女子單打 | －   | 準決賽 |
| 2014年 | 里加羽毛球國際賽     | 未來系列賽 | 女子單打 | －   | 亞軍   |
| 2014年 | 立陶宛羽毛球國際賽   | 未來系列賽 | 女子單打 | －   | 冠軍   |
| 2014年 | 斯洛伐克羽毛球公開賽 | 未來系列賽 | 女子單打 | －   | 冠軍   |
| 2015年 | 挪威羽毛球國際賽     | 國際系列賽 | 女子單打 | －   | 準決賽 |

| 2007-2017年 | 首要超級賽 | 超級賽 | 黃金大獎賽 | 大獎賽 | 國際挑戰賽 | 國際系列賽 | 未來系列賽 | 其他 |

| 2018-2026年 | 總決賽 | 超級1000賽 | 超級750賽 | 超級500賽 | 超級300賽 | 超級100賽 | 國際挑戰賽 | 國際系列賽 | 未來系列賽 | 其他 |